# Fred Thompson
Freddie (Fred) Dalton Thompson (Sheffield (Alabama), 19 augustus 1942 – Nashville (Tennessee), 1 november 2015) was een Amerikaans acteur en politicus. Als acteur was hij onder andere te zien in Law & Order. Thompson was Republikein en lid van de Amerikaanse senaat namens Tennessee. Hij was kandidaat voor de Amerikaanse presidentsverkiezingen 2008. Tevens was hij openbaar aanklager, columnist en lobbyist.

## Acteursloopbaan
Thompson heeft onder meer meegespeeld in No Way Out, The Hunt for Red October en Die Hard 2. Voor zijn werk in de televisieserie Law & Order werd Thompson genomineerd voor een Emmy.

## Politieke loopbaan
In 1994 werd Thompson senator voor Tennessee. Hij was de opvolger van Al Gore, die vicepresident werd onder Bill Clinton. In 2003 stelde Thompson zich niet meer herkiesbaar.
In maart 2007 liet Thompson weten belangstelling te hebben om mee te doen aan de Amerikaanse presidentsverkiezingen van 2008. Op 1 juni 2007 richtte Thompson een verkennend comité op. In opiniepeilingen van diezelfde datum deed Thompson het goed en kwam hij in de richting van John McCain en Rudy Giuliani. Op 5 september 2007 kondigde hij in het praatprogramma van Jay Leno aan daadwerkelijk mee te dingen naar het presidentschap, formeel echter de dag erna, met een campagnestop en voordracht in de staat Iowa. Op 22 januari 2008 stapte Thompson uit de race om het presidentschap. Tot op dat moment had hij geen enkele voorverkiezing gewonnen en was daardoor vrijwel kansloos om de kandidatuur van de Republikeinse partij te veroveren.

## Privéleven
Thompson had sinds 2004 het non-hodgkinlymfoom. Op 1 november 2015 overleed Thompson op 73-jarige leeftijd aan de gevolgen hiervan. Hij werd begraven in het Mimosa Cemetery in Lawrenceburg.